# Жван
Жван или Джван (на македонска литературна норма: Жван) е село в община Демир Хисар, Северна Македония.

## География
Селото е разположено на 690 m надморска височина, на десния бряг на река Църна, като лежи на самия път от общинския център Демир Хисар за Кичево, под рудник за желязна руда. Между селата Слоещица и Жван е разположен манастирът „Свети Никола Топлички“. Землището на Жван е 9,1 km2, от които обработваемите площи са 248,9 ha, пасищата заемат 154,2 ha, а горите 456,4 ha.
Селото има две махали Жван и Отрап.

## История
Според народната етимология името на селото произхожда от намиралия се в него хан.
Според Пане Перуновски селото е записано в турски дефтери като Джван-хане. В XV век селото има 61 семейства, а в началото на XVII – 21 къщи.  В сиджил от 1620-1621 година е отбелязано, че 8 ханета (домакинства) в Джван дължат военния данък нузул за османския поход срещу Полша.
Първоначално селото е между църквите „Света Петка“ и „Свети Димитър“, на левия бряг на Църна. „Свети Димитър“ е построена в 1624 година, а гробищната „Света Петка“ е от XVII век.
В XIX век Жван е чисто българско село в Битолска кааза, нахия Демир Хисар на Османската империя. Според статистиката на Васил Кънчов („Македония. Етнография и статистика“) от 1900 година Жванъ има 340 жители, всички българи християни.
На Етнографската карта на Битолския вилает на Картографския институт в София от 1901 година Жван е чисто българско село в Битолската каза на Битолския санджак с 41 къщи.
На Етнографската карта на Битолския вилает на Картографския институт в София от 1901 година Сванско е чисто българско село в Прилепската каза на Битолския санджак със 70 къщи.
Според Никола Киров („Крушово и борбите му за свобода“) към 1901 година Джванъ има 60 български къщи.
Цялото население на селото е под върховенството на Българската екзархия. По данни на секретаря на екзархията Димитър Мишев („La Macédoine et sa Population Chrétienne“) в 1905 година в Джван има 360 българи екзархисти.
До 1906 година селото е чифлигарско. С помощта на ВМОРО местни жители избиват бегове и други представители на властта или на земевладелците, които ги притесняват. Към 1906 година собственичка на земята е жената на бег от Битоля. През тази година селяните откупуват земята си от нея за 1400 лири, като си я разделят по равно. Според данни на главния стружки учител Яким Деребанов през 1906 година селото притежава 1200 дюнюма орна земя. То има 56 къщи и 327 жители. 35 души са на гурбет - в България, Румъния и Сърбия.
При избухването на Балканската война в 1912 година 2 души от Жван са доброволци в Македоно-одринското опълчение. Селото остава в Сърбия след Междусъюзническата война в 1913 година.
По време на българското управление във Вардарска Македония в годините на Втората световна война, Ангел Ат. Анев от Битоля е български кмет на Жван от 5 септември 1941 година до 25 ноември 1942 година. След това кметове са Борис Ив. Немиров от Силистра (29 декември 1942 - 18 януари 1943) и Константин П. Гелев от Лерин (24 април 1943 - 9 септември 1944).
През 1961 година Жван има 904 жители, които през 1994 намаляват на 506, а според преброяването от 2002 година селото има 428 жители, всички македонци.
| Националност | Всичко |
| македонци    | 428    |
| албанци      | 0      |
| турци        | 0      |
| роми         | 0      |
| власи        | 0      |
| сърби        | 0      |
| бошняци      | 0      |
| други        | 0      |

Край селото има и малка църква „Свети Архангел Михаил“.

## Личности
Родени в Жван
- Божин Павловски (р. 1942), писател от Северна Македония
- Весна Дамчевска-Илиевска (р. 1961), политик от Северна Македония
- Йонче Найдов Найдов, български революционер от ВМОРО[15]
- Коста Христов Бавчанджийски, български революционер от ВМОРО[16]
- Мирче Кръстев Близнаков, български революционер от ВМОРО[16]
- Мицко Йошев (1884 - ?), български революционер от ВМОРО
- Никола Йонов Кузманов, български революционер от ВМОРО[17]
- Никола Стоянов Калапов, български революционер от ВМОРО[17]
- Раде Силян (р. 1950), писател от Северна Македония
- Соня Талевска (р. 1961), политик от Северна Македония
- Тале Грозданов Грозданов, български революционер от ВМОРО[18]
- Трайко Петров Дамчев, български революционер от ВМОРО,[18] четник на Стефан Алабаков в 1915 година[19]
- Христо Стойков (1866 – 1906), български революционер от ВМОРО

Починали в Жван
- Христо Стойков (1866 – 1906), български революционер от ВМОРО